# Журавлинка (Синельниковский район)
Журавлинка (укр. Журавлинка) — село, Дубовиковская сельская община, Синельниковский район, Днепропетровская область, Украина.
Код КОАТУУ — 1220755701. Население по переписи 2001 года составляло 375 человек.

## Географическое положение
Село Журавлинка находится на расстоянии в 1 км от пгт Чаплино, в 2-х км от сёл Касаево и Петриково. По селу протекает пересыхающий ручей с запрудой. Рядом проходит автомобильная дорога Т-0406 и железная дорога, станция Чаплино в 2-х км.